# Nicaragua-Entscheidung
Die Nicaragua Entscheidungen (Nicaragua v. Vereinigte Staaten), auch Nicaragua I und Nicaragua II, (engl. Military and Paramilitary Activities in and against Nicaragua) sind zwei Urteile des Internationalen Gerichtshofs vom 26. November 1984 sowie  27. Juni 1986 mit weitreichenden Folgen für verschiedene Bereiche des Völkerrechts.

## Entscheidungen
Am 9. April 1984 hatte Nicaragua die USA wegen militärischer und paramilitärischer Aktionen in und gegen Nicaragua während des Contra-Krieges verklagt. Die erste Entscheidung erging am 26. November 1984 und betraf die Zulässigkeit der Klage (Judgement on Jurisdiction and Admisibility). Die USA hatten die Zuständigkeit des Gerichtshofs zuvor bestritten, weil Nicaragua selbst vor dem Verfahren keine allgemeine Unterwerfungserklärung abgegeben hatte. Dennoch erkannte das Gericht sich für zuständig. Am 27. Juni 1986 stellte das Gericht durch Sachurteil (Judgement on Merits) fest, dass die USA das Völkerrecht verletzt hatten, indem sie die Rebellen unterstützten und nicaraguanische Häfen verminten. Es sprach Nicaragua eine Entschädigung zu. Diese Entschädigung wurde vom Gericht anschließend auf 2,4 Milliarden US-Dollar festgesetzt.

## Folgen
Die USA erkannten das Urteil nicht an und verweigerten die Bezahlung. Zudem widerriefen sie ihre allgemeine Unterwerfungserklärung unter die Zuständigkeit des Gerichtshofs.